# Carbonero el Mayor

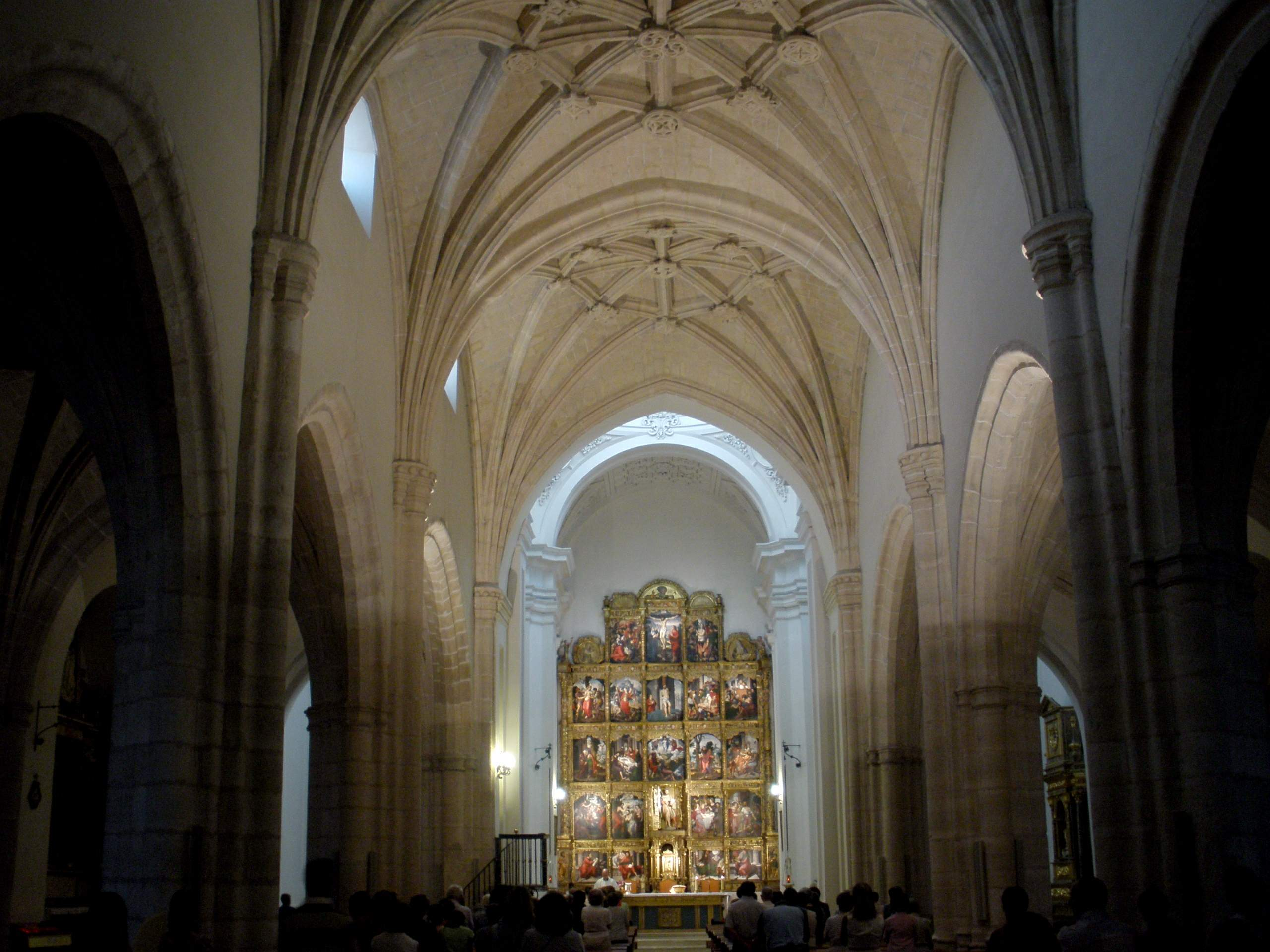
Iglesia de San Juan Bautista

Carbonero el Mayor ist ein Ort und eine Gemeinde (municipio) mit 2.502 Einwohnern (Stand: 2024) in der zentralspanischen Provinz Segovia in der Autonomen Region Kastilien-León.

## Lage und Klima
Der Ort Carbonero el Mayor liegt in der kastilischen Meseta in ca. 915 m Höhe ungefähr 27 km (Fahrtstrecke) nordwestlich der Provinzhauptstadt Segovia. Das Klima ist gemäßigt bis warm; Regen (ca. 440 mm/Jahr) fällt mit Ausnahme der trockenen Sommermonate übers Jahr verteilt.

## Bevölkerungsentwicklung
| Jahr      | 1857  | 1900  | 1950  | 2000  | 2017  |
| Einwohner | 2.102 | 1.875 | 2.868 | 2.299 | 2.523 |

Die Mechanisierung der Landwirtschaft, die Aufgabe bäuerlicher Kleinbetriebe und der daraus resultierende Verlust an Arbeitsplätzen auf dem Land haben seit der Mitte des 20. Jahrhunderts selbst in den Kleinstädten zu einem – wenn auch geringen – Bevölkerungsanstieg geführt (Landflucht).

## Wirtschaft
Das Gebiet um Carbonero el Mayor war einst bewaldet und diente als Jagdgebiet und zur energieintensiven Herstellung von Holzkohle (carbonero = „Köhler“) und Töpferwaren. Nach der Rodung wurden Felder angelegt und bewirtschaftet; im Ort selbst haben sich Kleinhändler, Handwerker und Dienstleister niedergelassen. Der Tourismus in Form der Vermietung von Ferienwohnungen (casas rurales) spielt in der weiten, ebenen Landschaft der Meseta kaum eine wirtschaftliche Rolle. Der Ort hat einen Autobahnanschluss an die Autovía de Pinares (A-601), die Valladolid mit Segovia verbindet.

## Geschichte
Keltische und römische Kleinfunde wurden auf dem Gemeindegebiet gemacht; möglicherweise lag das Gebiet an einem alten Handelsweg zwischen den Römerstädten Segovia und Coca. westgotische und selbst maurische Spuren wurden bislang nicht entdeckt – so vermutet man eine mittelalterliche Gründung nach der Rückeroberung (reconquista) Segovias durch Alfons VI. (1085). Später gehörte der Ort zur Villa y Tierra de Segovia.

## Sehenswürdigkeiten
- Die ältesten Baureste der Kirche San Juan Bautista stammen aus dem 13. Jahrhundert; um das Jahr 1500 wurde die Kirche in gotischen Stilformen neu erbaut und in den 30er Jahren des 18. Jahrhunderts barockisiert. Der dreischiffige Kirchenbau hat ein spätgotisches Sterngewölbe, eine durch einen Tambour erhöhte und belichtete Vierung und ein Querhaus im Stil der Renaissance. Die Kirche birgt mehrere barocke Altarretabel (retablos), doch ihr Schmuckstück ist der Hauptaltar mit 22 Bildtafeln im flämischen Stil aus der Zeit um 1530, die die vier Evangelisten sowie Szenen aus dem Leben und der Passion Johannes des Täufers und seines Nachfolgers Jesus Christus zeigen. Das Taufbecken könnte noch aus dem romanischen Vorgängerbau stammen.
- Der Palacio del Sello ist ein aus Bruchsteinen erbauter Adelspalast aus dem 16. Jahrhundert. Über dem von einem Alfiz gerahmten Portal prangt ein steinerner Wappenschild.

Umgebung
- Der vergleichsweise große Baukomplex der Ermita de Nuestra Señora de Bustar befindet sich außerhalb des Ortes.
- Von den Kirchen bzw. Kapellen der verlassenen Orte (despoblados) Quintanas und Santa Águeda stehen nur noch Ruinen.